# 蔡克廉
蔡克廉（1511年—1560年），字道卿，號可泉，福建泉州府晉江縣人，明朝政治人物。

## 生平
嘉靖七年（1528年）戊子科福建鄉試第三十七名舉人。嘉靖八年（1529年）中式己丑科會試第五十八名，登第二甲第五十名進士。授刑部主事，升郎中，十五年十月因张延龄案贬广德州同知，累升庐州府同知、礼部主客司郎中，十九年七月升贵州按察司佥事、提调学校，丁外艰归。二十三年六月復除江西提学佥事，升广东提学副使。累升浙江右参政、江西按察使、右布政使、南京提督操江右佥都御史，三十二年七月被劾回籍听勘。三十四年六月起復江西巡抚，三十五年六月接替生病的陳儒任总督漕运兼巡抚凤阳都察院右副都御史，三十六年三月升户部右侍郎，四月进左侍郎，三十八年七月升南京户部尚书，三十九年（1560年）三月以振武营兵变被罢官，不久病逝。

## 家族
曾祖蔡紳，曾任照磨；祖父蔡寬；父蔡祐，曾任教授。前母包氏；母包氏。具庆下。兄克敬、克誠。弟克熙。